# 3014 Huangsushu
3014 Huangsushu este un asteroid din centura principală, descoperit pe 11 octombrie 1979 de Observatorul Zijinshan.